# Poul Zellmann
Poul Zellmann (* 2. September 1995 in Potsdam) ist ein ehemaliger deutscher Schwimmer.

## Sportliche Karriere
Poul Zellmann belegte bei den Junioreneuropameisterschaften 2012 den zweiten Platz mit der 4-mal-200-Meter-Freistilstaffel. Im Jahr darauf erschwamm er bei den Junioreneuropameisterschaften mit beiden Freistilstaffeln Bronze. Über 200 Meter Freistil belegte er den fünften Platz.
Ende 2016 nahm Zellmann bei den Kurzbahnweltmeisterschaften 2016 in Windsor erstmals an internationalen Meisterschaften in der Erwachsenenklasse teil. Seine beste Platzierung erreichte er mit der neuntschnellsten Vorlaufzeit über 1500 Meter Freistil. 2017 bei den Weltmeisterschaften in Budapest schied die deutsche 4-mal-200-Meter-Freistilstaffel mit Philip Heintz, Poul Zellmann, Clemens Rapp und Jacob Heidtmann als Vorlaufneunte aus, auf den achten Platz fehlte eine halbe Sekunde. 2018 bei den Europameisterschaften in Glasgow belegte Zellmann den siebten Platz über 400 Meter Freistil. Die 4-mal-200-Meter-Freistilstaffel mit Damian Wierling, Henning Mühlleitner, Poul Zellmann und Jacob Heidtmann schlug als Vierte an, hatte aber fast zwei Sekunden Rückstand auf die drittplatzierten Italiener. 2019 bei den Weltmeisterschaften in Gwangju erreichte die deutsche 4-mal-200-Meter-Freistilstaffel mit Poul Zellmann, Rafael Miroslaw, Jacob Heidtmann und Damian Wierling den achten Platz.
Wegen der COVID-19-Pandemie fanden die Olympischen Spiele in Tokio erst 2021 statt. Die deutsche 4-mal-200-Meter-Freistilstaffel mit Lukas Märtens, Poul Zellmann, Henning Mühlleitner und Jacob Heidtmann erreichte das Finale und schlug als Siebte an. Ebenfalls Siebte wurde die deutsche 4-mal-200-Meter-Freistilstaffel 2022 bei den Europameisterschaften in Rom in der Besetzung Lukas Märtens, Poul Zellmann, Henning Mühlleitner und Timo Sorgius. Zellmann startete auch über 200 Meter Freistil und schwamm im Halbfinale die zwölftbeste Zeit.
Poul Zellmann schwamm bis 2015 für den SC Magdeburg, dann bis 2021 für die SG Essen und wechselte 2022 zu Waspo 98 Hannover. Bei den Deutschen Meisterschaften 2017 und 2019 siegte er über 200 Meter Freistil. Über 400 Meter Freistil gewann er den Titel bei den Meisterschaften 2017 und 2018. 2019 siegte er auch über 400 Meter Lagen. Hinzu kamen einige Meistertitel mit Staffeln.